# Azatasjen
Azatasjen (armeniska: Ազատաշեն) är en ort i Armenien. Den ligger i provinsen Ararat, i den centrala delen av landet, 10 kilometer sydväst om huvudstaden Jerevan. Azatasjen ligger 861 meter över havet och antalet invånare är 606.
Terrängen runt Azatasjen är platt åt sydväst, men åt nordost är den kuperad. Runt Azatasjen är det ganska tätbefolkat, med 155 invånare per kvadratkilometer.. Närmaste större samhälle är Jerevan, 9,8 kilometer nordost om Azatasjen.
Trakten runt Azatasjen består till största delen av jordbruksmark.